# بولاک (تاجیکستان)
بولاک (تاجیکستان) (به لاتین: Bulok) یک منطقهٔ مسکونی در تاجیکستان است که در ولایت سغد واقع شده‌است.